# Fréterive
Fréterive est une commune française située dans le département de la Savoie, en région Auvergne-Rhône-Alpes.

## Géographie
La commune est située entre Albertville et Chambéry, au pied du massif des Bauges et plus précisément de la dent d'Arclusaz, qui culmine à 2 041 mètres d'altitude. À l'opposé, Fréterive donne une vue imprenable sur le Grand Arc.
La commune comprend 5 hameaux principaux : les Moulins, la Fiardière, le Chef-lieu, le Villard et la Maserie.

### Climat
Pour des articles plus généraux, voir Climat d'Auvergne-Rhône-Alpes et Climat de la Savoie.
En 2010, le climat de la commune est de type climat des marges montargnardes, selon une étude du Centre national de la recherche scientifique s'appuyant sur une série de données couvrant la période 1971-2000. En 2020, Météo-France publie une typologie des climats de la France métropolitaine dans laquelle la commune est exposée à un climat de montagne ou de marges de montagne et est dans la région climatique Alpes du nord, caractérisée par une pluviométrie annuelle de 1 200 à 1 500 mm, irrégulièrement répartie en été.
Pour la période 1971-2000, la température annuelle moyenne est de 11,3 °C, avec une amplitude thermique annuelle de 19,1 °C. Le cumul annuel moyen de précipitations est de 1 469 mm, avec 9,5 jours de précipitations en janvier et 8,9 jours en juillet. Pour la période 1991-2020, la température moyenne annuelle observée sur la station météorologique de Météo-France la plus proche, « Saint-Alban des Hurtières », sur la commune de Saint-Alban-d'Hurtières à 12 km à vol d'oiseau, est de 11,0 °C et le cumul annuel moyen de précipitations est de 1 274,5 mm,. Pour l'avenir, les paramètres climatiques de la commune estimés pour 2050 selon différents scénarios d'émission de gaz à effet de serre sont consultables sur un site dédié publié par Météo-France en novembre 2022.

## Urbanisme

### Typologie
Au 1er janvier 2024, Fréterive est catégorisée commune rurale à habitat dispersé, selon la nouvelle grille communale de densité à sept niveaux définie par l'Insee en 2022.
Elle est située hors unité urbaine. Par ailleurs la commune fait partie de l'aire d'attraction de Chambéry, dont elle est une commune de la couronne,. Cette aire, qui regroupe 115 communes, est catégorisée dans les aires de 200 000 à moins de 700 000 habitants,.

### Occupation des sols
L'occupation des sols de la commune, telle qu'elle ressort de la base de données européenne d’occupation biophysique des sols Corine Land Cover (CLC), est marquée par l'importance des forêts et milieux semi-naturels (68,5 % en 2018), en diminution par rapport à 1990 (69,8 %). La répartition détaillée en 2018 est la suivante : 
forêts (54,6 %), espaces ouverts, sans ou avec peu de végétation (13,5 %), cultures permanentes (12,7 %), terres arables (11 %), zones agricoles hétérogènes (6,6 %), prairies (1,1 %), milieux à végétation arbustive et/ou herbacée (0,5 %).
L'IGN met par ailleurs à disposition un outil en ligne permettant de comparer l’évolution dans le temps de l’occupation des sols de la commune (ou de territoires à des échelles différentes). Plusieurs époques sont accessibles sous forme de cartes ou photos aériennes : la carte de Cassini (XVIIIe siècle), la carte d'état-major (1820-1866) et la période actuelle (1950 à aujourd'hui).

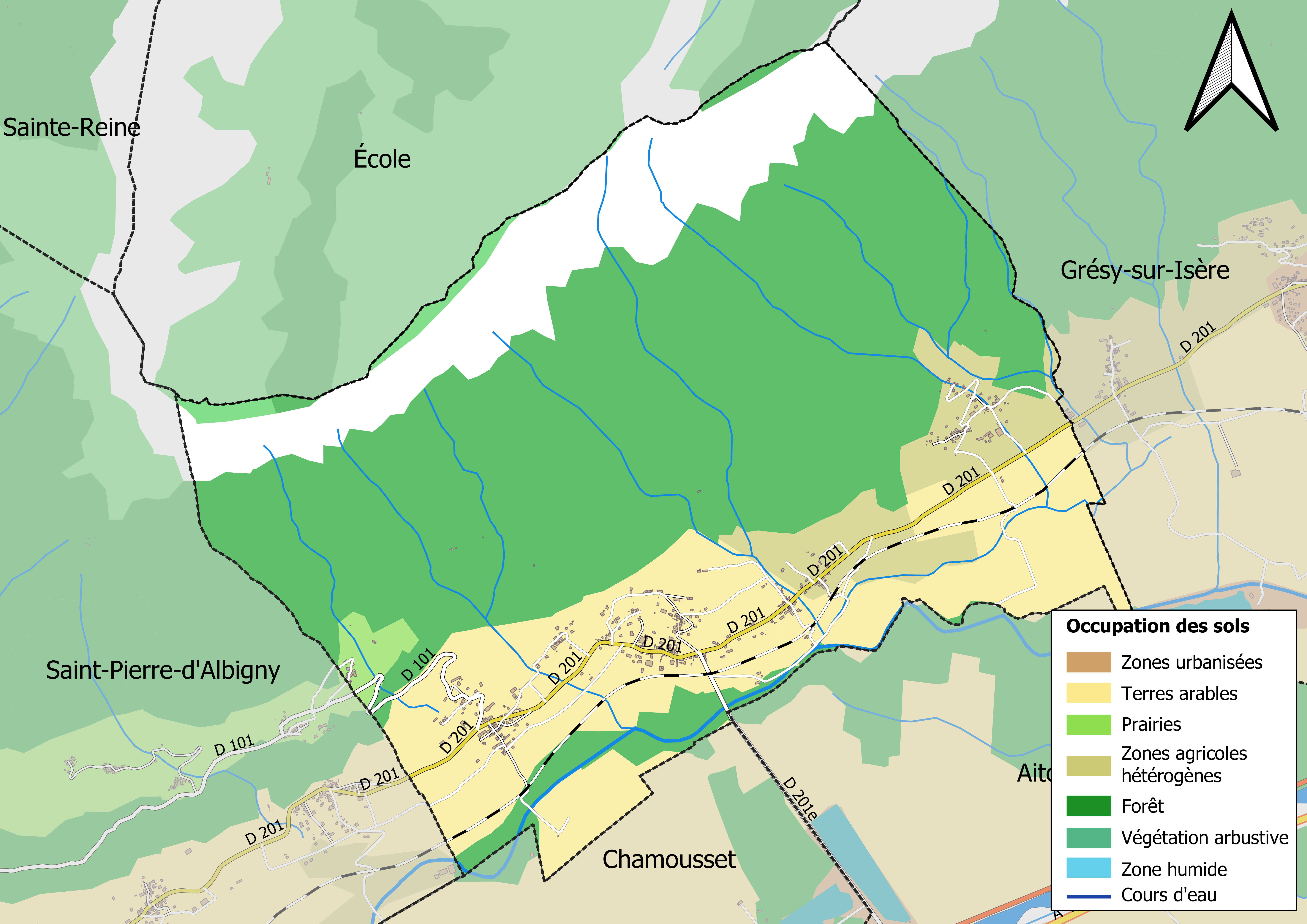
Carte des infrastructures et de l'occupation des sols en 2018 (CLC) de la commune.
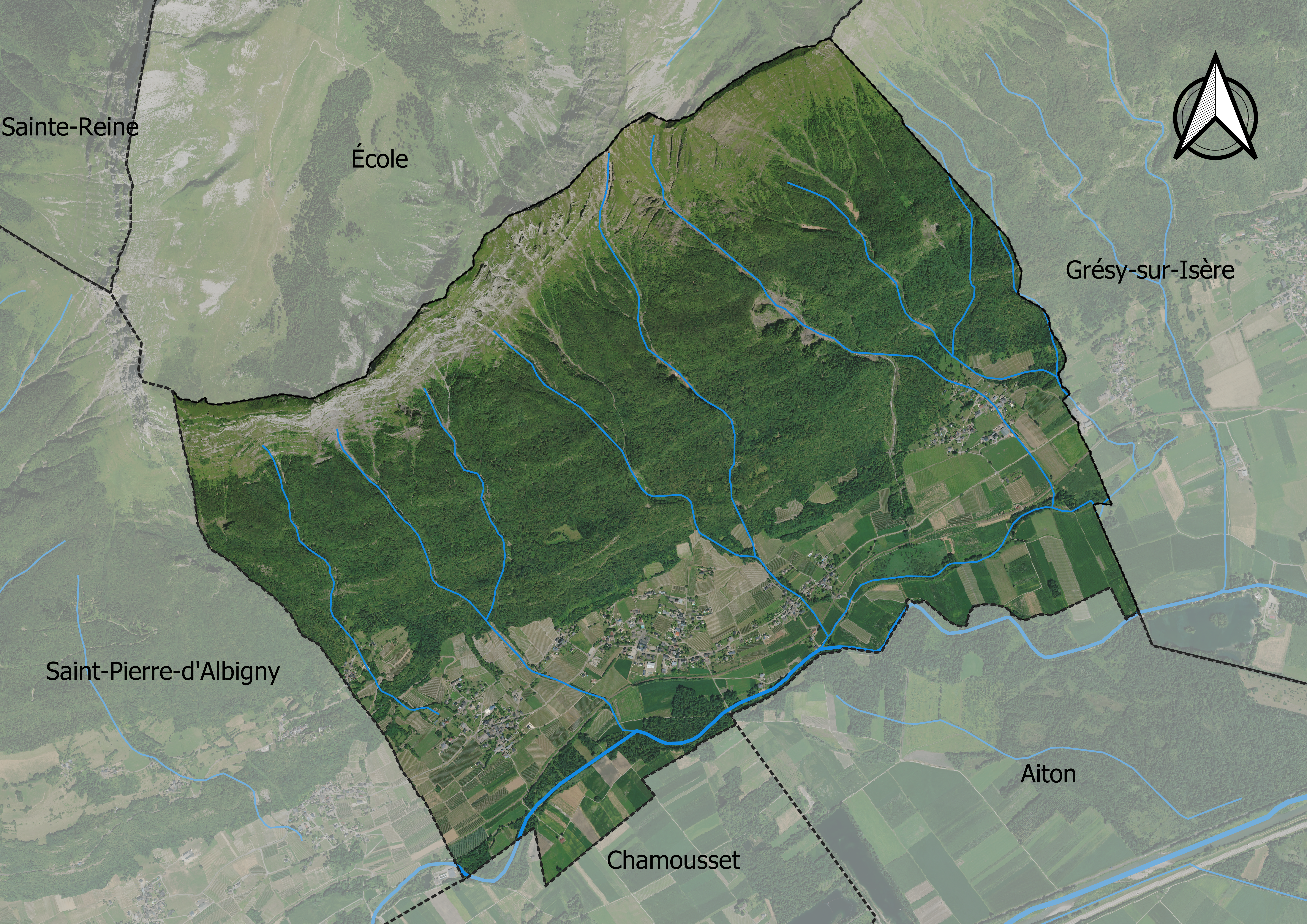
Carte orthophotogrammétrique de la commune.

## Toponymie
La première mention de Fréterive remonte au XIIe siècle, Ecclesia de Fractaripa,,. Au cours des siècles suivants, la graphie évolue Apud fractam ripam (1281), fraite rippe (1332), Freta rippa (1497) ou encore Fretta riva (1665),.
Les auteurs de l'Histoire des communes savoyardes (1984), à la suite du chanoine Gros, indiquent que le toponyme dérive du latin ripa, signifiant « rive », et de fracta, dérivant du verbe frangere, signifiant « rompre, briser »,,. Fréterive serait donc ainsi une « rive effritée par l'Isère »,,.
En francoprovençal, le nom de la commune s'écrit Frètariva, selon la graphie de Conflans.

## Histoire
La première mention du village de Fréterive est celle de l'église — Ecclesia de Fractaripa — dans le Cartulaire de Saint-Hugues de Grenoble (v. 1100),. Le décanat de Savoie dépend, à cette période, au diocèse de Grenoble. L'explication toponymique proposée pour Freterive s'arrête à une « rive érodée/brisée » (Gros, Wipf, Suter, Nègre). Toutefois le professeur Charles Marteaux observe que « La forme latine de 1100, Fracla Ripa du Cartulaire de Grenoble a suggéré l'idée qu'une des rives de ces cours d'eau aurait pu subir un affaissement ou un accident quelconque. Mais les terrains avoisinants n'offrent aucune berge rocheuse ; au contraire c'est le site d'une plaine, plus coupée autrefois de marécages et d'îlots 
boisés ». Il fait observer par ailleurs que « Fréterive dont le chef-lieu est éloigné de l'Isère de deux kilomètres » et invite donc à regarder du côté du lieu-dit Rive Frette, dans la commune du Grand-Bornand, qui marque une limite avec la paroisse voisine de Saint-Jean-de-Sixt, notamment avec le ruisseau dit de Frèterive. Il conclut « La brisure que comporte le nom de Fréterive est donc toute idéale et, si l'on veut appliquer cette conclusion au Fréterive de la Savoie, on s'aperçoit justement, d'après la carte, que sa limite interrompt brusquement aussi et à deux reprises son territoire en coupant par deux fois le ruisseau des Fontaines du côté de Chamousset et de Saint-Pierre d'Albigny ».
Le village accueille au XIIIe siècle, un prieuré placé sous le vocable de Saint-Christophe et qui dépend de l'abbaye Saint-Michel-de-la-Cluse.

## Politique et administration
| Période                                  | Période   | Identité        | Étiquette | Qualité |
| ---------------------------------------- | --------- | --------------- | --------- | ------- |
| Les données manquantes sont à compléter. |           |                 |           |         |
| mars 2001                                | mars 2008 | Henri Genin     | ...       | ...     |
| mars 2008                                | mars 2014 | Bernard Reverdy | ...       | ...     |
| mars 2014                                | en cours  | Ève Buevoz      |           |         |

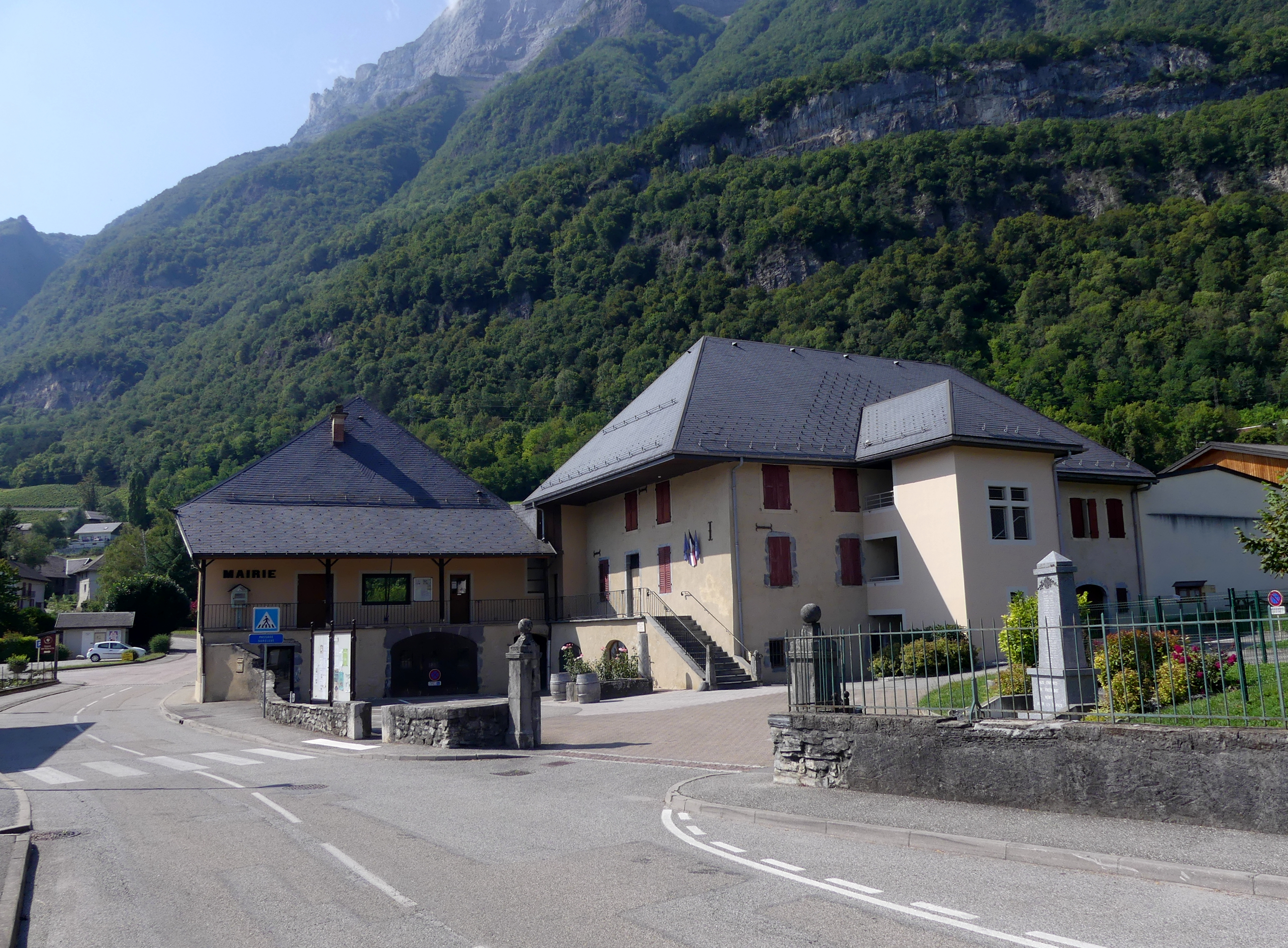
Mairie de Fréterive.

La commune est membre de la Communauté de communes Cœur de Savoie. Elle appartient au Territoire du Cœur de Savoie, qui regroupe une quarantaine de communes de la Combe de Savoie et du Val Gelon.

## Démographie
L'évolution du nombre d'habitants est connue à travers les recensements de la population effectués dans la commune depuis 1793. Pour les communes de moins de 10 000 habitants, une enquête de recensement portant sur toute la population est réalisée tous les cinq ans, les populations de référence des années intermédiaires étant quant à elles estimées par interpolation ou extrapolation. Pour la commune, le premier recensement exhaustif entrant dans le cadre du nouveau dispositif a été réalisé en 2006.

En 2022, la commune comptait 632 habitants, en évolution de +12,26 % par rapport à 2016 (Savoie : +3,63 %, France hors Mayotte : +2,11 %).
| 1793 | 1800 | 1806 | 1822 | 1838 | 1848 | 1858 | 1861 | 1866 |
| ---- | ---- | ---- | ---- | ---- | ---- | ---- | ---- | ---- |
| 582  | 679  | 721  | 662  | 865  | 889  | 912  | 941  | 924  |

| 1872 | 1876 | 1881 | 1886 | 1891 | 1896 | 1901 | 1906 | 1911 |
| ---- | ---- | ---- | ---- | ---- | ---- | ---- | ---- | ---- |
| 941  | 925  | 906  | 881  | 857  | 804  | 734  | 713  | 636  |

| 1921 | 1926 | 1931 | 1936 | 1946 | 1954 | 1962 | 1968 | 1975 |
| ---- | ---- | ---- | ---- | ---- | ---- | ---- | ---- | ---- |
| 603  | 599  | 563  | 541  | 504  | 476  | 429  | 415  | 372  |

| 1982 | 1990 | 1999 | 2006 | 2011 | 2016 | 2021 | 2022 | - |
| ---- | ---- | ---- | ---- | ---- | ---- | ---- | ---- | - |
| 341  | 429  | 435  | 451  | 510  | 563  | 624  | 632  | - |

## Culture locale et patrimoine

### Lieux et monuments

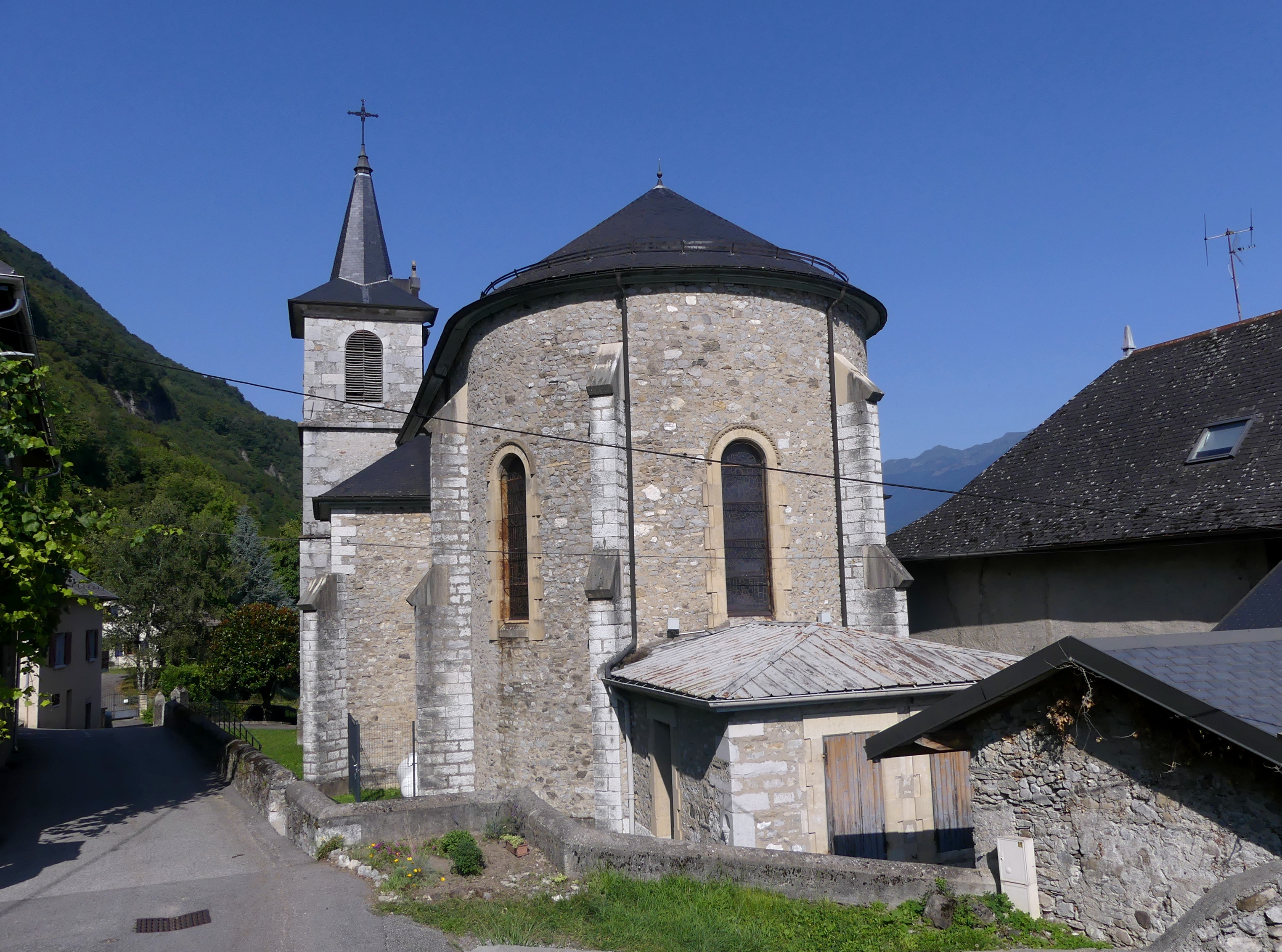
L'église Saint-Christophe.

- Église placée sous le patronage de saint Christophe. Le nouvel édifice, de style néoroman, est construit selon les plans de l'architecte Charmo entre 1899 et 1900. En réalité, seul l'extérieur appartient au style néoroman, tandis que l'intérieur se rattache au style néogothique[24].
- Maison forte des Moulins ; elle fut construite dans le 4e quart du XVIe siècle sur une base plus ancienne.

### Personnalités liées à la commune
- Charles Bouvet (1914-2004), coureur cycliste né à Fréterive.